# День туризму

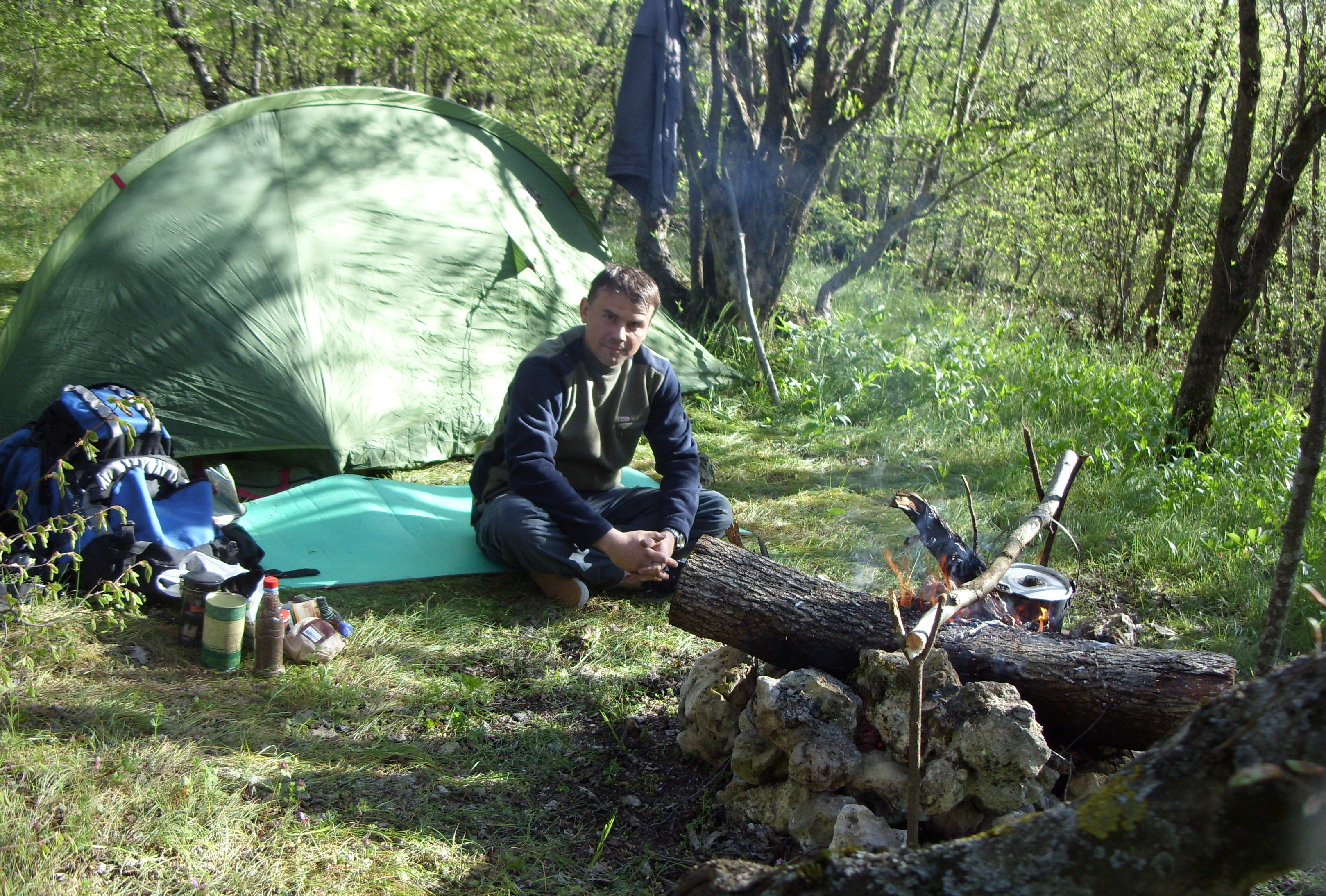
Піший турист на стоянці. Крим. Мангуп. 2009 р.

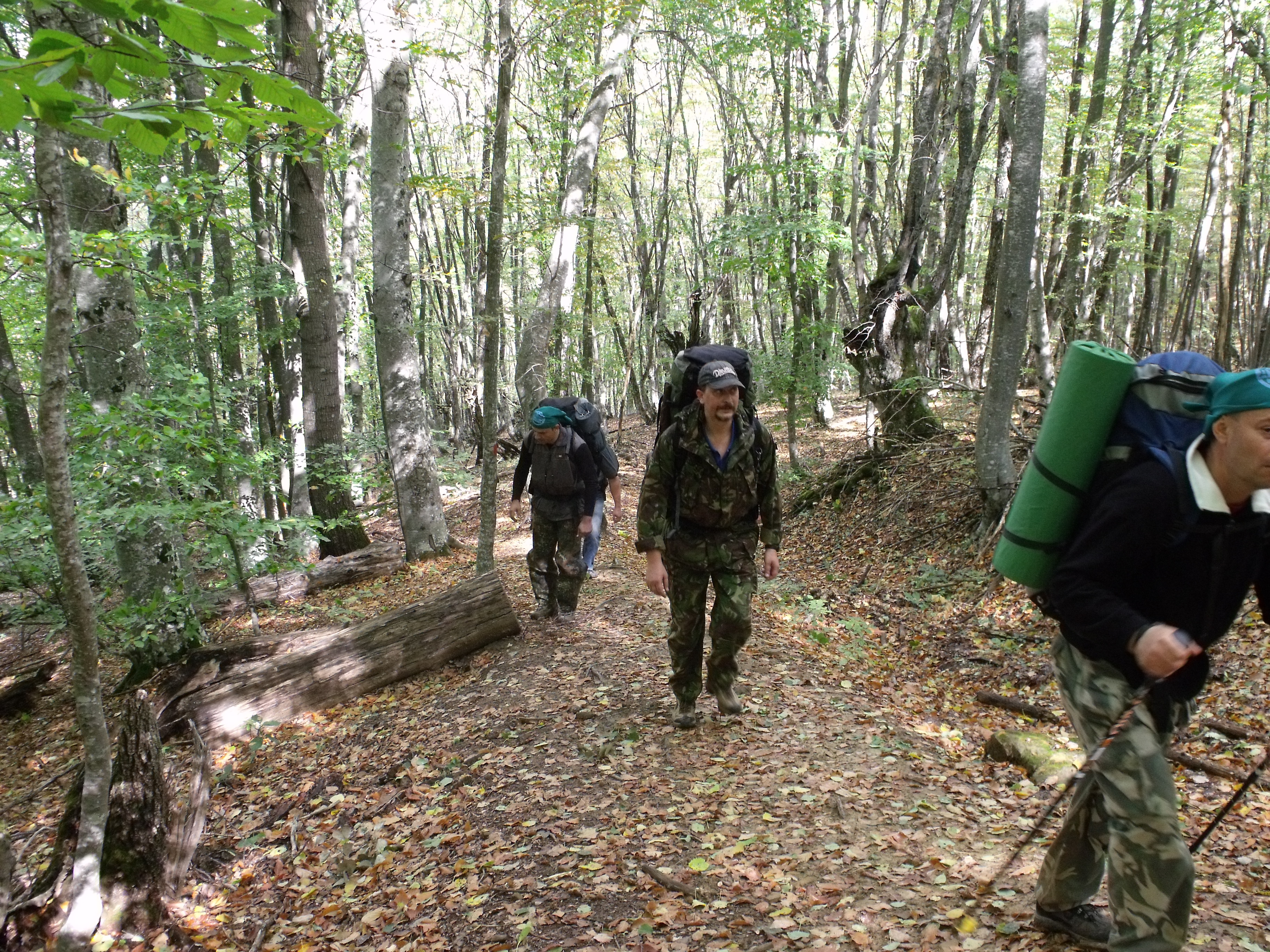
Українські туристи на маршруті. Крим. 2010 р.

Де́нь тури́зму — свято України. Відзначається щорічно 27 вересня. Припадає також на Всесвітній день туризму.

## Історія свята
Свято встановлено в Україні «…на підтримку ініціативи Державного комітету України по туризму…» згідно з Указом Президента України «Про День туризму» від 21 вересня 1998 року № 1047/98.